# Představitelé Ťiang-si
Představitelé Ťiang-si stojí v čele správy provincie. V čele správy Ťiang-si stojí guvernér (šeng-čang, 省长) řídící lidovou vládu Ťiang-si (Ťiang-si-šeng žen-min čeng-fu, 江西省人民政府). Nejvyšší politické postavení v provincii má však tajemník ťiangsijského provinčního výboru Komunistické strany Číny, vládnoucí politické strany provincie i celého státu. K dalším předním představitelům Ťiang-si patří předseda provinčního lidového shromáždění (zastupitelského sboru) a předseda provinčního výboru Čínského lidového politického poradního shromáždění (ČLPPS).
V politickém systému Čínské lidové republiky, analogicky k centrální úrovni, má příslušný regionální výbor komunistické strany v čele s tajemníkem ve svých rukách celkové vedení, lidová vláda v čele guvernérem (u provincie) nebo starostou (u města) řídí administrativu regionu, lidové shromáždění plní funkce zastupitelského sboru a lidové politické poradní shromáždění má poradní a konzultativní funkci.

## Tajemníci ťiangsijského provinčního výboru Komunistické strany Číny (od 1949)
Ťiangsijské komunisty po roce 1949 vedl provinční výbor strany v čele s tajemníkem, od září 1956 prvním tajemníkem. Po zřízení provinčního revolučního výboru v lednu 1968 jeho předseda stanul i v čele komunistů provincie. Od prosince 1970 opět fungoval provinční výbor strany v čele s prvním tajemníkem. Od roku 1985 v čele provinčního výboru KS Číny stojí tajemník s několika zástupci tajemníka.
Ve sloupci „Další funkce“ jsou uvedeny nejvýznamnější úřady zastávané současně s výkonem funkce tajemníka ťiangsijského výboru strany, případně předešlé a pozdější úřady na stejné nebo vyšší úrovni, zejména působení v politbyru a stálém výboru politbyra.
| Jméno (životní data)                  | Od            | Do            | Další funkce a poznámky |
| ------------------------------------- | ------------- | ------------- | --- |
| Čchen Čeng-žen (陈正人) (1907–1972)   | červen 1949   | listopad 1952 | předseda ťiangsijského provinčního výboru ČLPPS (1950–1952), později ministr stavebnictví (1952–1954), ministr zemědělského strojírenství (1959–1967) |
| Jang Šang-kchuej (杨尚奎) (1905–1986) | listopad 1952 | 1966          | předseda ťiangsijského provinčního výboru ČLPPS (1955–1967 a 1978–1979), později předseda ťiangsijského provinčního lidového shromáždění (1979–1983) |
| Čcheng Š’-čching (程世清) (1918–2008) | prosinec 1970 | duben 1972    | generálmajor předseda ťiangsijského revolučního výboru (1968–1972) |
| Ťiang Wej-čching (江渭清) (1910–2000) | prosinec 1974 | září 1982     | předtím první tajemník ťiangsuského provinčního výboru KS Číny (1954–1967), předseda ťiangsijského revolučního výboru (1974–1979) |
| Paj Tung-cchaj (白栋材) (1916–2014)   | září 1982     | červen 1985   | předtím guvernér Ťiang-si (1979–1982) |
| Wan Šao-fen (万绍芬) (* 1930)         | červen 1985   | květen 1988   | žena |
| Mao Č’-jung (毛致用) (1929–2019)      | květen 1988   | duben 1995    | předtím první tajemník chunanského provinčního výboru KS Číny (1977–1988), předseda chunanského revolučního výboru (1977–1979), předseda ťiangsijského provinčního lidového shromáždění (1993–1998)                                                                           |
| Wu Kuan-čeng (吴官正) (* 1938)        | duben 1995    | duben 1997    | předtím guvernér Ťiang-si (1986–1995), později tajemník šantungského provinčního výboru KS Číny (1997–2002), člen 15. a 16. politbyra ÚV KS Číny (1997–2007) |
| Šu Chuej-kuo (舒惠国) (* 1938)        | duben 1997    | duben 2001    | předseda ťiangsijského provinčního lidového shromáždění (1998–2001) |
| Meng Ťien-ču (孟建柱) (* 1947)        | duben 2001    | listopad 2007 | předseda ťiangsijského provinčního lidového shromáždění (2001–2008), později ministr veřejné bezpečnosti (2007–2012), člen politbyra ÚV KS Číny (2012–2017) |
| Su Žung (苏荣) (* 1948)               | listopad 2007 | březen 2013   | předtím tajemník čchingchajského provinčního výboru KS Číny (2001–2003), později tajemník kansuského provinčního výboru KS Číny (2003–2006), předseda ťiangsijského provinčního lidového shromáždění (2008–2013), později místopředseda celostátního výboru ČLPPS (2013–2014) |
| Čchiang Wej (强卫) (* 1953)           | březen 2013   | červen 2016   | předtím tajemník čchingchajského provinčního výboru KS Číny (2007–2013), předseda ťiangsijského provinčního lidového shromáždění (2013–2017) |
| Lu Sin-še (鹿心社) (* 1956)           | červen 2016   | březen 2018   | předtím guvernér Ťiang-si (2011–2016), předseda ťiangsijského provinčního lidového shromáždění (2017–2018), později tajemník kuangsijského oblastního výboru KS Číny (2018–2021)                                                                                              |
| Liou Čchi (刘奇) (* 1957)             | březen 2018   | říjen 2021    | předtím guvernér Ťiang-si (2016–2018), předseda ťiangsijského provinčního lidového shromáždění (2018–2022) |
| I Lien-chung (易炼红) (* 1959)        | říjen 2021    | prosinec 2022 | předtím guvernér Ťiang-si (2018–2021), předseda ťiangsijského provinčního lidového shromáždění (2022–2023), později tajemník čeťiangského provinčního výboru KS Číny (2022– )                                                                                                 |
| Jin Chung (尹弘) (* 1963)             | prosinec 2022 | ve funkci     | předtím guvernér Che-nanu (2019–2021), tajemník kansuského provinčního výboru KS Číny (2021–2022), předseda ťiangsijského provinčního lidového shromáždění (2023– ) |

## Guvernéři Ťiang-si (od 1949)
Od prosince 1979 v čele civilní administrativy provincie Ťiang-si stojí guvernér řídící lidovou vládu provincie. Předtím od roku 1949 do února 1955 provincii spravovala lidová vláda v čele s předsedou, poté lidový výbor v čele s guvernérem. Od ledna 1968 do prosince 1979 správu provincie vedl revoluční výbor Ťiang-si v čele s předsedou.
| Jméno (životní data)                  | Od            | Do            | Další funkce a poznámky |
| ------------------------------------- | ------------- | ------------- | --- |
| Šao Š’-pching (邵式平) (1900–1965)    | červen 1949   | září 1965     | |
| Fang Č’-čchun (方志纯) (1905–1993)    | září 1965     | 1967          | později předseda ťiangsuského provinčního výboru ČLPPS (1979–1983) |
| Čcheng Š’-čching (程世清) (1918–2008) | leden 1968    | duben 1972    | generálmajor první tajemník ťiangsijského provinčního výboru KS Číny (1970–1972) |
| Še Ťi-te (佘积德) (1916–1981)         | červen 1972   | prosinec 1974 | |
| Ťiang Wej-čching (江渭清) (1910–2000) | prosinec 1974 | prosinec 1979 | předtím první tajemník ťiangsuského provinčního výboru KS Číny (1954–1967), první tajemník ťiangsijského provinčního výboru KS Číny (1974–1982)                                                          |
| Paj Tung-cchaj (白栋材) (1916–2014)   | prosinec 1979 | srpen 1982    | později první tajemník ťiangsijského provinčního výboru KS Číny (1982–1985) |
| Čao Ceng-i (赵增益) (1920–1993)       | srpen 1982    | červen 1985   | |
| Ni Sien-cche (倪献策) (* 1935)        | červen 1985   | říjen 1986    | |
| Wu Kuan-čeng (吴官正) (* 1938)        | říjen 1986    | duben 1995    | později tajemník ťiangsijského provinčního výboru KS Číny (1995–1997), tajemník šantungského provinčního výboru KS Číny (1997–2002), člen 15. a 16. politbyra ÚV KS Číny (1997–2007)                     |
| Šu Šeng-jou (舒圣佑) (* 1936)         | duben 1995    | duben 2001    | |
| Chuang Č’-čchüan (黄智权) (* 1942)    | duben 2001    | říjen 2006    | |
| Wu Sin-siung (吴新雄) (* 1949)        | říjen 2006    | květen 2011   | |
| Lu Sin-še (鹿心社) (* 1956)           | červen 2011   | červenec 2016 | později tajemník ťiangsijského provinčního výboru KS Číny (2016–2018), předseda ťiangsijského provinčního lidového shromáždění (2017–2018), tajemník kuangsijského oblastního výboru KS Číny (2018–2021) |
| Liou Čchi (刘奇) (* 1957)             | červenec 2016 | srpen 2018    | později tajemník ťiangsijského provinčního výboru KS Číny (2018–2021), předseda ťiangsijského provinčního lidového shromáždění (2018–2022)                                                               |
| I Lien-chung (易炼红) (* 1959)        | srpen 2018    | říjen 2021    | později tajemník ťiangsijského provinčního výboru KS Číny (2021–2022), předseda ťiangsijského provinčního lidového shromáždění (2022–2023), tajemník čeťiangského provinčního výboru KS Číny (2022– )    |
| Jie Ťien-čchun(叶建春) (* 1965)       | říjen 2021    | ve funkci     | |

## Předsedové ťiangsijského provinčního lidového shromáždění (od 1979)
Od roku 1998 je předsedou ťiangsijského provinčního lidového shromáždění (to jest provinčního zastupitelského sboru) zpravidla volen tajemník ťiangsijského provinčního výboru KS Číny.
| Jméno (životní data)                  | Od            | Do          | Další funkce a poznámky |
| ------------------------------------- | ------------- | ----------- | --- |
| Jang Šang-kchuej (杨尚奎) (1905–1986) | prosinec 1979 | duben 1983  | předtím tajemník/první tajemník ťiangsijského provinčního výboru KS Číny (1952–1966), předseda ťiangsuského provinčního výboru ČLPPS (1955–1967 a 1978–1979) |
| Ma Ťi-kchung (马继孔) (1914–2001)     | duben 1983    | 1985        | |
| Wang Šu-feng (王书枫) (1923–1998)     | 1985          | únor 1988   | |
| Sü Čchin (许勤) (1928–2021)           | únor 1988     | únor 1993   | |
| Mao Č’-jung (毛致用) (1929–2019)      | únor 1993     | leden 1998  | předtím první tajemník chunanského provinčního výboru KS Číny (1977–1988), předseda chunanského revolučního výboru (1977–1979), tajemník ťiangsijského provinčního výboru KS Číny (1988–1995)                                                                   |
| Šu Chuej-kuo (舒惠国) (* 1938)        | leden 1998    | květen 2001 | tajemník ťiangsijského provinčního výboru KS Číny (1998–2001) |
| Meng Ťien-ču (孟建柱) (* 1947)        | květen 2001   | leden 2008  | tajemník ťiangsijského provinčního výboru KS Číny (2001–2007), později ministr veřejné bezpečnosti (2007–2012), člen politbyra ÚV KS Číny (2012–2017) |
| Su Žung (苏荣) (* 1948)               | leden 2008    | duben 2013  | tajemník čchingchajského provinčního výboru KS Číny (2001–2003), později tajemník kansuského provinčního výboru KS Číny (2003–2006), tajemník ťiangsijského provinčního výboru KS Číny (2007–2013), později místopředseda celostátního výboru ČLPPS (2013–2014) |
| Čchiang Wej (强卫) (* 1953)           | duben 2013    | leden 2017  | předtím tajemník čchingchajského provinčního výboru KS Číny (2007–2013), tajemník ťiangsijského provinčního výboru KS Číny (2013–2016) |
| Lu Sin-še (鹿心社) (* 1956)           | leden 2017    | březen 2018 | předtím guvernér Ťiang-si (2011–2016), tajemník ťiangsijského provinčního výboru KS Číny (2016–2018), později tajemník kuangsijského oblastního výboru KS Číny (2018–2021)                                                                                      |
| Liou Čchi (刘奇) (* 1957)             | říjen 2018    | leden 2022  | předtím guvernér Ťiang-si (2016–2018), tajemník ťiangsijského provinčního výboru KS Číny (2018–2021) |
| I Lien-chung (易炼红) (* 1959)        | leden 2022    | leden 2023  | předtím guvernér Ťiang-si (2018–2021), tajemník ťiangsijského provinčního výboru KS Číny (2021–2022), později tajemník čeťiangského provinčního výboru KS Číny (2022– )                                                                                         |
| Jin Chung (尹弘) (* 1963)             | leden 2023    | ve funkci   | předtím guvernér Che-nanu (2019–2021), tajemník kansuského provinčního výboru KS Číny (2021–2022), tajemník ťiangsijského provinčního výboru KS Číny (2022– )                                                                                                   |

## Předsedové ťiangsijského provinčního výboru Čínského lidového politického poradního shromáždění (ČLPPS, od 1950)
| Jméno (životní data)                  | Od            | Do            | Další funkce a poznámky |
| ------------------------------------- | ------------- | ------------- | --- |
| Čchen Čeng-žen (陈正人) (1907–1972)   | září 1950     | prosinec 1952 | tajemník ťiangsijského provinčního výboru KS Číny (1949–1952), později ministr stavebnictví (1952–1954), ministr zemědělského strojírenství (1959–1967) |
| Jang Šang-kchuej (杨尚奎) (1905–1986) | leden 1955    | 1967          | poprvé, tajemník/první tajemník ťiangsijského provinčního výboru KS Číny (1952–1966)                                                                    |
| Jang Šang-kchuej (杨尚奎) (1905–1986) | únor 1978     | prosinec 1979 | podruhé, později předseda ťiangsijského provinčního lidového shromáždění (1979–1983)                                                                    |
| Fang Č’-čchun (方志纯) (1905–1993)    | prosinec 1979 | duben 1983    | předtím guvernér Ťiang-si (1965–1967) |
| Wu Pching (吴平) (1922–2017)          | duben 1983    | leden 1993    | |
| Liou Fang-žen (刘方仁) (* 1936)       | únor 1993     | únor 1994     | později tajemník kuejčouského provinčního výboru KS Číny (1993–2001), předseda kuejčouského provinčního lidového shromáždění (1998–2002)                |
| Ču Č’-chung (朱治宏) (1933–2022)      | únor 1994     | leden 2003    | |
| Čung Čchi-chuang (钟起煌) (* 1943)    | leden 2003    | 2007          | |
| Fu Kche-čcheng (傅克诚) (* 1946)      | 2007          | únor 2012     | |
| Čang I-ťiung (张裔炯) (* 1955)        | únor 2012     | červen 2012   | |
| Chuang Jüe-ťin (黄跃金) (* 1953)      | červen 2012   | leden 2018    | |
| Jao Ceng-kche (姚增科) (* 1960)       | leden 2018    | leden 2023    | |
| Tchang I-ťün (唐一军) (* 1961)        | leden 2023    | ve funkci     | předtím guvernér Liao-ningu (2017–2020), ministr spravedlnosti (2020–2023)                                                                              |